# Hospital de la Santa Creu de Vic
Hospital de la Santa Creu de Vic és un hospital fundat a Vic el 1348 i que actualment té força interès arquitectònic: conserva una nau gòtica, la façana i el pati renaixentistes i un claustre barroc. En 1987 va iniciar un procés de transformació per a convertir-se en el que és avui, una residència i un hospital geriàtric que integra una secció de cures pal·liatives que és referència d'aquest tipus d'atenció a Espanya, i un hospital de dia. La Santa Creu té actualment 178 llits i en ell treballen al voltant de 155 persones. Forma part del Consorci Hospitalari de Catalunya i la seva Fundació va rebre la Creu de Sant Jordi el 1998. És una obra protegida com a Bé Cultural d'Interès Local.

## Descripció
Edifici civil. Hospital de planta gairebé quadrada, amb un pati central i un tancament a la façana que respon a l'estètica renaixentista i està cobert a diverses vessants. La façana, marcada per tres cossos verticals, els laterals amb capcers triangulars. Els portals estan decorats amb frontons triangulars i les finestres del primer pis amb trencaaigües. El central presenta una decoració amb petxina damunt la llinda, frontons triangulars al primer pis, trencaaigües al segon i obertures separades per columnetes al tercer pis, fent espona a la part esquerra amb un campanaret d'espadanya. Cornisa sense ràfec. L'interior, encara que molt reformat, conserva una sala gòtica. Cal remarcar la farmàcia, dins el clos pati, i alguna coberta interior que manté l'estructura de volta quatripartita, però la major part de l'edifici ha sofert transformacions que impedeixen veure l'estructura primitiva.
Cal remarcar també els mosaic que s'hi conserven i el portal del carrer Sant Pere, que encara que assalinat ostenta un relleu amb xiprers com a símbol d'hospitalitat.
A l'escala interior es conserva un plafó ceràmic del segle xviii.
La sala gòtica de l'hospital és un edifici civil de planta rectangular orientada de llevant a ponent. De grans dimensions, forma una de les dependències laterals del complex.
És una nau d'una llargada considerable i està coberta per catorze trams amb arcs d'ogiva i parts de descàrrega, que descansen sobre uns culs de llàntia llisos. Un mur és cec i l'altre té finestres rectangulars, hi ha tres portals de fusta i vidrieres a manera de tancament.
Ha estat sensiblement restaurat i donat el cos de les obres les parets són arrebossades i pintades; en lloc de ser de pedra vista, el sostre és pla i el sòl recobert de mosaic modern. Hi havia una sala bessona a aquesta però ha estat transformada. L'estat de conservació, salvant la restauració, és bo.
El portal de l'hospital és un element moble situat al sud-oest i dona al carrer de Sant Pere. És de forma rectangular emmarcat per carreus i una gran llinda de pedra damunt el portal en la qual hi ha un alt relleu que descriu dos xiprers amb una creu llatina al damunt (es troba molt assalinat).
A la part esquerra el flanqueja una finestra rectangular amb una bonica reixa de ferro forjat i al damunt un òcul ovalat que denota l'amplada dels murs. Aquest portal condueix a les antigues cavallerisses de l'hospital, un ampli recinte amb cobertes de volta i parets formades per còdols de riu i morter.
L'estat de conservació és mitjà per bé que s'hi ha posat tirants que reforcen les bigues.
La Farmàcia de L'hospital (1932-1933), es troba en el pati interior de l'hospital entre les altres dependències del mateix. És de forma rectangular i consta de dues sales cobertes per volta de canó, una d'elles sense decorar, conserva una pica de marbre i el terra és nou, l'altra té unes decoracions amb esgrafiats de figures geomètriques i una lluneta decorada amb pintures al fons (signades per Ll. Costa), els murs són de rajola llisa. La façana presenta un gros portal d'arc rebaixat amb dovelles de pedra i s'inscriu un petit portal rectangular, tot decorat amb vidre decorat i marcs de fusta. A cada costat s'hi ha un portal rectangular, amb inscripcions i decoracions semblants. Al damunt, s'hi obren finestres.
Edifici al carrer Sant Pere, 8:
Casa entre mitgeres que consta de planta baixa i dos pisos, coberta a quatre vessants. A la planta baixa, dos grans finestrals amb reixes de ferro forjat i a l'esquerra, un portal rectangular amb la llinda esculpida. A l'angle esquerre de la casa, per la banda del C/ Sant Pere, hi ha grans carreus de pedra que arriben fins al nivell del segon pis. A nivell del primer pis hi ha tres o quatre carreus esculpits on es representa un escut, fragmentat i datat.
La resta dels pisos i la teulada han estat molt reformats i desmereixen un xic l'estructura primitiva. L'estat de conservació és regular.
És construïda amb pedra, totxo i arrebossada al damunt. Parts de ferro forjat i pedra vista.
La llinda del portal, per bé que es troba molt deteriorada, conserva dos xiprers esculpits, símbol d'hospitalitat. L'escut esculpit als carreus de l'angle esquerre és de pedra blanquinosa i duu la llegenda següent: PTI.MAX.HOC.CP OCAVIT 1680.

## Història
Fou fundat per Ramon Terrades, vigatà establert a Mallorca, que a través d'una deixa testamentària llegà els seus béns (1348). Degut a les pestes les obres no foren acabades fins al 1384. El 1441 el modest edifici (sala d'homes i de dones) s'amplià amb la capella que dona culte a santa creu.
Entre 1538-1547 es va construir la façana actual i les sales d'un gòtic tardà. La façana és un dels pocs elements renaixentistes que conserva la ciutat a part de la capella de Sant Just.
Al segle xx s'hi van fer algunes obres que van anar a càrrec de l'arquitecte J. Mª Pericas. Concretament se'n conserva la farmàcia noucentista construïda entre 1932-1933.
S'ha perdut una de les sales que roman amagada sota els envans i departament de construcció moderna.
Actualment gairebé tots els serveis sanitaris, s'han traslladat a unes dependències annexes i de nova construcció.
A la Farmàcia, s'hi conserven 19 pots de farmàcia, una gran taula de marbre i molts documents sobre l'hospital els quals s es troben en un precari estat de conservació.
També conserva unes inscripcions: NEQUE HERVA NEQUE HALAGMA / SANAT SED SERMO DOMINI / DEUS PROVIOEBIT.
L'edifici del carrer Sant Pere, 8, pertany a la part posterior de l'Hospital de la Santa Creu. S'havien de construir dues cases al c/ Sant Pere enfront de les monges de Santa Margarida, que al segle xvii fou substituïda per l'església dels Trinitaris. Una d'aquestes cases era destinada a les dones i l'altra als homes.
El c/ Sant Pere va ser la continuació de l'antic carrer de la Ramada, que sortia fora muralla mitjançant el portal de Malloles. Aquest carrer, a partir del segle xiii i per ordre del rei en Jaume fou el que a través del c/ del Remei comunicava amb Barcelona.